# VcV Original Wrestling
VcV Original Wrestling je česká wrestlingová společnost, založená v roce 2012. Jedná se o vůbec první wrestlingovou společnost v Česku. Své wrestlingové akce pořádají nejčastěji v Praze ve sportovní hale TJ SOKOL JINONICE. Na některých akcí vystupují i různé kapely, například Sodoma Gomora.
Za svojí existenci odzápasili více než 93 vystoupení a 311 zápasů.

## Pořádané akce
| Shows                   | Poznámky                    |
| ----------------------- | --------------------------- |
| VcV MEGASHOW            | největší pořádaná show      |
| VcV TIME OF HATE        |                             |
| VcV HOMECOMING          | Pořádaná v Mělníku          |
| VcV OVER THE TOP        |                             |
| VcV OPEN AIR            |                             |
| ZNK x VcV: ZNK Open Air | Pořádáno s různými kapelami |

## Ocenění
| Název                     | Rok založení | První držitel |
| ------------------------- | ------------ | ------------- |
| VcV Championship          | 2013         | R.J. Kolda    |
| VcV Hardcore Championship | 2014         | SkullEvil     |

## Online pořady
| Název          | Poznámky                              |
| -------------- | ------------------------------------- |
| VcV Pre-Action | Bez pevného termínu vydání            |
| VcV Sideline   | Bez pevného termínu vydání            |
| VcV KNO        | Vydáváno každý druhý čtvrtek ve 20:00 |